# بطباط باسق
بطباط باسق (الاسم العلمي:Polygonum altissimum) هو نوع من النباتات يتبع جنس البطباط من الفصيلة البطباطية.